# Didymophysa aucheri
Didymophysa aucheri är en korsblommig växtart som beskrevs av Pierre Edmond Boissier. Didymophysa aucheri ingår i släktet Didymophysa och familjen korsblommiga växter. Inga underarter finns listade i Catalogue of Life.